# 至德 (高妙音護)
至德（1176年）是大理国中國公高妙音護的年號。
大理盛德元年（1176年），高妙音護從白崖起兵，自立為相國、中國公，奪高壽昌位。不久，高妙音護去世，相國一職由弟弟高觀音政繼任。

## 紀年對照表
| 至德 | 元年   |
| ---- | ------ |
| 公元 | 1176年 |
| 干支 | 丙申   |